# Anchiopella
Anchiopella – rodzaj stawonogów z wymarłej gromady trylobitów, z rzędu Phacopida.
Żył w okresie wczesnego dewonu.